# Imre Csizmadia

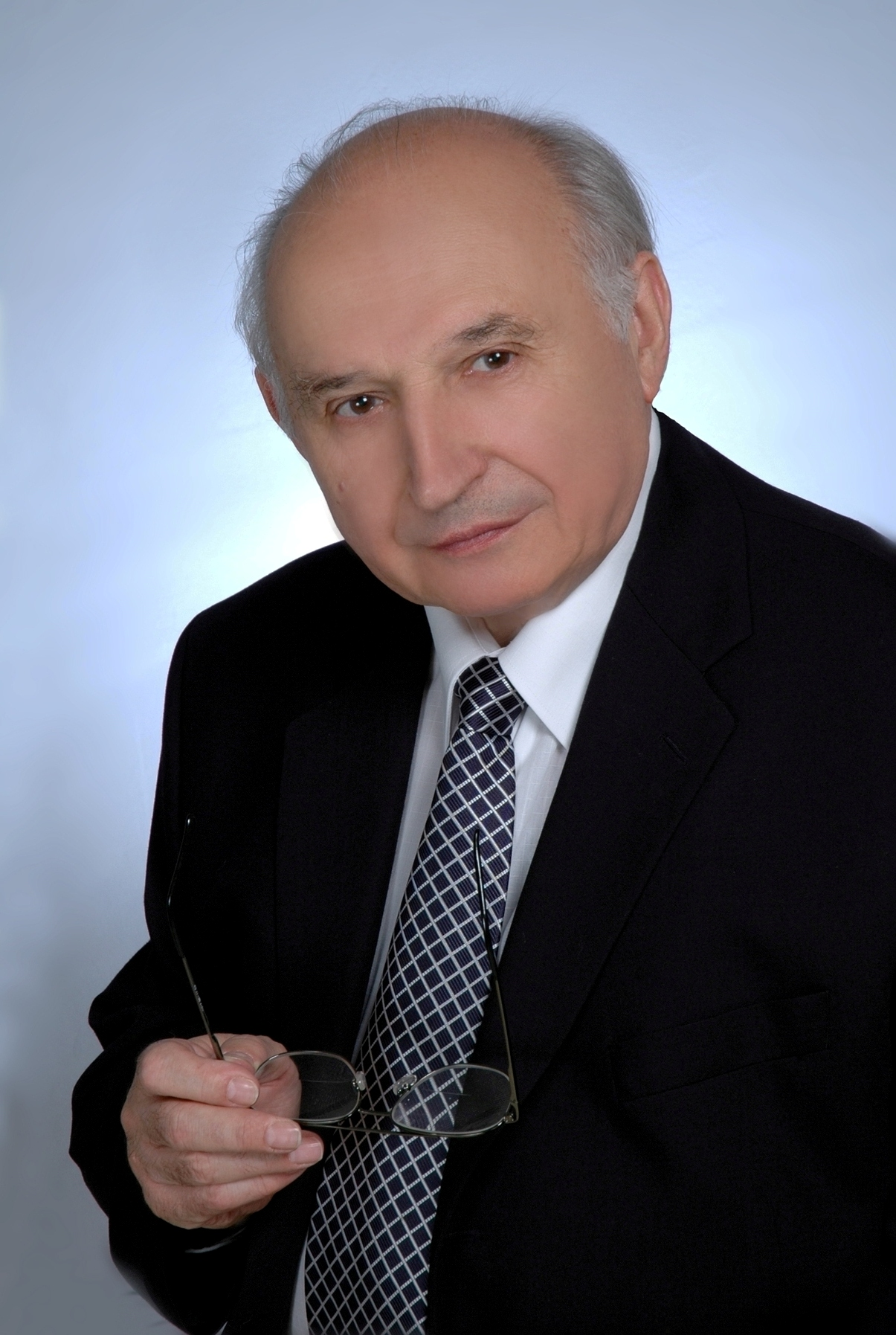
Imre Csizmadia

Imre Gyula Csizmadia (*  30. Oktober 1932 in Budapest; † 13. Juli 2022) war ein ungarisch-kanadischer theoretischer Chemiker (Quantenchemie, Organische Chemie).

## Werdegang
Csizmadia studierte an der TU Budapest mit dem Diplom 1956 in Chemieingenieurwesen (war aber auch von dem theoretischen Chemiker András Messmer beeinflusst) und ging dann nach Kanada, wo er 1959 an der University of British Columbia seinen Master-Abschluss in physikalischer organischer Chemie erhielt und 1962 bei Lloyd Douglas Hayward mit einer Arbeit in Photochemie promoviert wurde. Als Post-Doktorand war er am Massachusetts Institute of Technology (1962) bei John C. Slater und 1964 an der Universität London und begann sich mit Quantenchemie zu befassen. Danach lehrte er an der University of Toronto, an der er 1973 eine volle Professur erhielt und 1998 emeritiert wurde. Außerdem war er 2002 bis 2005 Professor für medizinische Chemie an der Universität Szeged, an der er ab 2008 Titularprofessor für chemische Informatik war. 
1963 führte er auf einer IBM 709 am MIT die erste quantenmechanische (auf Gauß-Wellenfunktionen beruhende) Computerberechnung eines organischen Moleküls aus (Ameisensäurefluorid). Das verwendete POLYATOM-Programm war das erste Computerchemie-Programm mit Gauss-Wellenfunktionen. Er befasste sich vor allem mit theoretischer organischer Chemie (unter anderem Oligopeptide und deren Konformationsverhalten, Verhalten von Biomolekülen unter oxidativem Stress) und theoretischen Untersuchungen zur Unterstützung der Entwicklung neuer Wirkstoffe. 
Er war Ehrenprofessor der Semmelweis-Universität, Ehrendoktor der Eötvös-Loránd-Universität in Budapest und der Universidad Nacional de San Luis (UNSL) in Argentinien. Csizmadia war Gastwissenschaftler und Gastprofessor in Kanada, Argentinien, Japan, China, England, Deutschland, Frankreich, Spanien, Italien und Ungarn.
1987 bis 1990 war er erster Präsident von WATOC. 1990 erhielt er den Steacie Award.

## Schriften
- Theory and practice of MO calculations on organic molecules, Elsevier 1976
- mit R. Poirier, R. Kari: Handbook of Gaussian Basis Sets, Elsevier 1985
- mit F. Ruff:  Organic reactions : equilibria, kinetics and mechanism, Elsevier 1994